# Der Page vom Dalmasse-Hotel
Der Page vom Dalmasse-Hotel ist eine deutsche Filmkomödie aus dem Jahre 1933 von Viktor Janson mit Dolly Haas in der Titelrolle und Harry Liedtke in der männlichen Hauptrolle. Dem Film liegt der gleichnamige Roman (1933) von Maria Peteani zugrunde.

## Handlung
Der jungen Friedel Bormann geht es wie vielen Frauen im Deutschland der frühen 1930er-Jahre: Sie ist ständig pleite und ebenso ständig auf der Suche nach einem Job. Friedel wohnt zur Untermiete bei Frau Petersen und ist ihr seit geraumer Zeit die Miete schuldig. Da man als Frau auf dem Arbeitsmarkt deutlich schlechtere Chancen hat denn als Mann, schnappt sie sich einen zu weiten Anzug des Bruders von Käthe Petersen, der Tochter ihrer Vermieterin, und bewirbt sich in dieser burschenhaften Erscheinung als Page „Friedrich“ erfolgreich im vornehmen Dalmasse-Hotel der Stadt. 
Rasch erwirbt sich Friedel mit ihrer umsichtigen Art einen guten Ruf und ist auch bei den Gästen sehr beliebt. Eines Tages steigt der elegante Gutsbesitzer Arthur von Dahlen ab, ein soignierter Gentleman der alten Schule. Friedel ist sofort begeistert von dem weltgewandten Herrn und sucht instinktiv seine Nähe. Zu gern würde sie sich ihm gegenüber als Mädchen zu erkennen geben, doch dann würde ihre ganze Tarnung auffliegen …
Ebenfalls im Dalmasse-Hotel abgestiegen sind der schon recht betagte Baron von Potten, ein Freund von Dahlens, sowie die Amerikanerin Mrs. Wellington, die mit ihrer Tochter Mabel eingecheckt hat. Der Baron zeigt einiges Interesse an Mutter Wellington, die aber, so stellt sich rasch heraus, mehr scheint als sie ist. In Wahrheit sind die beiden Wellington-Damen jedoch weder miteinander verwandt noch von guten Absichten geleitet: Beide Frauen sind Gaunerinnen, die sich mit ihrem Komplizen, der sich hochstaplerisch Graf Tarvagna nennt, auf das Ausnehmen betuchter Hotelgäste spezialisiert haben. Der rät den Damen, sich von Dahlen als lohnenswertes Opfer auszusuchen, und der ist durchaus den Flirtversuchen nicht abgeneigt. Vor allem Mabel Wellington hat mit ihren Avancen Erfolg bei dem deutlich älteren Herrn. Auch er zeigt ein Faible für das Fräulein Mabel und lässt ihr sogar einen prachtvollen Blumenstrauß zukommen. Das ruft Friedel auf den Plan, denn wenn jemand Herrn von Dahlen becircen dürfe, dann nur sie, findet Friedel.
Um ihren Schwarm nicht ins offene Messer laufen zu lassen, entscheidet sich Page Friedel, Herrn von Dahlen eine anonyme Nachricht zukommen zu lassen. Doch die Warnung scheint zu spät einzutrudeln, denn der bis über beide Ohren verliebte Adelige hat in seiner amourösen Verblendung Mabel, die in Wahrheit ungarischer Herkunft ist, die Ehe versprochen. 
Ehe es zum Äußersten kommen kann, informiert Friedrich alias Friedel die Polizei, die auch erscheint und die Hochstaplerbande festsetzt. Von Dahlen ist einerseits erschüttert, andererseits dem vermeintlichen Jungen Friedrich sehr dankbar und lädt ihn zum Dank zu einem zweiwöchigen Urlaub auf seinen Gutshof ein. 
Kaum eingetroffen, erkennt von Dahlens betagte Mutter sofort, dass der Friedrich eine Friedel ist und teilt ihrem Sohn ihre Erkenntnis mit. Der ist vollkommen baff und lädt zur „Demaskierung“ Friedrich/Friedel zum Badespaß am gutseigenen Weiher ein. So enttarnt, läuft Friedel davon und will, tief beschämt, sofort abreisen. Doch Arthur von Dahlen erweist sich erneut als perfekter Gentleman und nimmt das Mädchen, das sich in der Schlussszene vom hässlichen Entlein in einen schönen, jungen Schwan zurückverwandelt hat, in den Arm. Dem Happy End in Gestalt einer Verlobung steht nun nichts mehr im Wege.

## Produktionsnotizen
Die Dreharbeiten zu Der Page vom Dalmasse-Hotel begannen am 25. September 1933 und endeten im darauf folgenden Monat. Der Film wurde am 23. November 1933 im Berliner Gloria-Palast uraufgeführt, die Wiener Premiere fand am 2. Februar 1934 statt. Die deutsche Fernseherstausstrahlung erfolgte am Sonntagnachmittag des 22. März 1970 im ZDF. 
Hans Minzloff und Fritz Maurischat gestalteten die Filmbauten. Franz Marszalek übernahm die musikalische Leitung. Emil Specht zeichnete für den Ton verantwortlich, Walter Lehmann war Aufnahmeleiter.
1957 entstand in Österreich eine leicht veränderte Neuverfilmung unter dem Titel Der Page vom Palast-Hotel.

## Wissenswertes
Dieser Film gilt als klassisches Beispiel für Dolly Haas‘ Hosenrollen, die sie im frühen deutschen Tonfilm mehrmals gespielt und ihr große Beliebtheit eingebracht hatte. Hier wie in ähnlich gelagerten Produktionen, vor allem aus der Endphase der Weimarer Republik, wurde sie oftmals mit Parts burschikoser Mädchen besetzt, die den androgynen Mädchen-Typ auf der Leinwand populär machte.

## Musik
Folgende Musiktitel wurden gespielt:
- Heut’ fühl ich mich so wunderbar
- Wie schön ist deine Liebe

Diese Lieder erschienen im Musikverlag Edition Meisel & Co.

## Kritiken
Die zeitgenössischen wie moderneren Einschätzungen fielen durchweg freundlich aus. Nachfolgend vier Beispiele:

„Diese Übertragung des Buches auf den Film ist gelungen (…) In geschickter Weise wurden von Wassermann (Drehbuch) die verschiedenen Spannungsmomente ausgenutzt, eine amüsante Kriminalgeschickte mit einer attraktiven Dosis ‚Liebeslust und -leid‘‚ aufgerollt. Ja, man kann sogar nicht leugnen, daß einiges direkt ‚zeitnah‘ ist.“

Walter Lohmeyer ging im Film-Kurier auf Haas‘ Co-Star, den einstigen Stummfilmcharmeur und Herzensbrecher Harry Liedtke, ein, der nun, graumeliert und würdevoll gealtert, in der Rolle eines väterlich-charmanten Gentleman in den besten Jahren noch immer „unter der eleganten Damenwelt des Hotels manches Unheil anrichtet“.
Die Österreichische Film-Zeitung schrieb: „Dolly Haas spielt ihre Hosenrolle mit liebenswürdiger, sympathischer Keckheit und munterer Schlagfertigkeit.“
Im Lexikon des Internationalen Films heißt es: „Unterhaltsame Komödie mit Musik, die mehr ist als nur ein moralisierender Liebesfilm: Die beiden Hauptdarsteller, die frische, freche und androgyne Doris [sic!] Haas und der wesentlich ältere Harry Liedtke, bilden ein Paar, das alle kleinbürgerliche Liebesromantik ad absurdum führt und in Folge dessen eine permanente erotische Doppelbödigkeit ausstrahlt, einen ambivalenten Humor, der immer wieder das Subversive herauskitzelt.“